# Edelweiss (secta)
Edelweiss fue una secta destructiva que existió en España desde 1970 a 1984. Su creador y fundador Eduardo González Arenas, apodado Eddie y antiguo legionario español, fue condenado repetidas veces por delitos contra la libertad sexual de los menores. Teniendo como soporte una asociación, integrada por hasta 400 niños de entre 11 y 14 años, González Arenas la utilizó para cometer abusos y corrupción de menores.
En noviembre de 1984, tras recibir múltiples denuncias que le obligaron a trasladar sus actividades, la policía procedió a su arresto en Lisboa junto con diez monitores. Tras el juicio, celebrado en 1991 y considerado el mayor juicio por corrupción de menores, se condenó a su fundador a 168 años de prisión de los que pasó 6 en aplicación del antiguo código penal. En 1998 murió asesinado por uno de sus adeptos en Ibiza. Se considera que Edelweiss ha sido una de las sectas más peligrosas de la historia de España mezclando conceptos como la ideología nazi, los alienígenas y los abusos sexuales.

## Ideología
La secta preconizaba las relaciones homosexuales entre menores basándose en una manera de vivir que, según su fundador, existía en un lejano planeta llamado Delhaiss, donde serían trasladados los miembros de la secta, una vez que tuvieran un grado de aprendizaje apto para viajar al mismo y salvarse de un hipotético y cercano fin del mundo.
Existía un juramento con la siguiente fórmula: "Juro por mi honor luchar y pertenecer a la Guardia de Hierro de Delhais hasta mi muerte, defendiendo tres conceptos fundamentales y universales: amor, justicia y libertad, aplicándolos a mi mismo, caminando por el sendero de la verdad, hasta que alcance la perfección en el planeta Delhais, al servicio de mi príncipe, el Gran Alain".

## Historia
Edelweiss empezó a organizarse a finales de 1970 en Madrid con el nombre de Asociación Juvenil de Montaña Edelweiss, pasando a denominarse a partir de 1971 Boinas Verdes de Edelweiss. Desde su ubicación original, cedido por la parroquia de Nuestra Señora del Sagrado Corazón en el distrito de Chamartín, empezaron a actuar en cuatro colegios y tres parroquias madrileñas, extendiéndose posteriormente a Cáceres, Alicante, Vigo, Canarias y Badajoz. La forma de captación de los menores era a través de diversos grupos de montaña que, sucesivamente, fue creando en diferentes ciudades españolas. El nombre de la secta proviene de la flor de las Nieves, o Leontopodium alpinum, que crece en pequeños grupos en los prados y roquedos de altura de las cordilleras europeas.
En otoño de 1975 habían pasado por los centros de la secta en torno a 400 adolescentes de los que aproximadamente 50 (de ellos menos de 8 eran niñas) pasaron a formar parte de la estructura. Por estas fechas Eduardo González Arenas fue denunciado a la policía por algunos miembros del grupo, acusado de apropiarse del dinero de la asociación, lo que le llevó a abandonar la primera estructura y desarrollar inmediatamente otra similar con tres áreas, los llamados rangers que eran la cara pública, el núcleo sectario Edelweiss trasladado desde la anterior asociación, y un subgrupo filonazi denominado Camisas Pardas.   Se casó, en 1968, con Julia Báez Trujillo, nieta del dictador dominicano Rafael Trujillo Molina, con quien tuvo un hijo. Una vez separado, residió en la calle Berruguete.
A principios de 1976 fue denunciado de nuevo a la policía, acusado de corrupción de menores, por lo que pasó dos meses en la cárcel. A su salida volvió a reorganizar el grupo, creando la llamada Guardia de Hierro de Delhaiss. Las salidas al campo en un chalet de las afueras de Madrid incluían tocamientos, masturbaciones y en casos muy contados penetraciones anales de los muchachos. En el grupo había una adulta con la que forzaban a copular a algunos elegidos. Estos coitos les hacían mucho daño pues la chica se movía muy fuerte y Eddie les decía que era mejor hacerlo con un hombre, pues según palabras suyas "por detrás duele menos". Finalmente muchos se sometían al líder.
Se reunían en Madrid en las zonas del Parque del Retiro y Barrio de Salamanca. En las salidas al campo Eddie procuraba catequizar a los muchachos con ideas delirantes mezcladas de otras teogonías como las de Misión Rama, Niños de Dios, los nazis, la Legión o la novela Juan Salvador Gaviota de Richard Bach. Eddie era el Príncipe Alain y Nazar del planeta Delhais. Los chavales irían a Delhais a un Paraíso solamente para hombres, para lo cual aquí ya eran marcados con el signo de Ummo en la cara interna del antebrazo. Formaban parejas homosexuales. Al amigo lo llamaban su A.P. Llevaban prendas entresacadas del Ejército: boinas, zapatos de montaña con calcetines hasta la rodilla o camisas de los Regulares de Melilla con galoneras con los signos del Alfa y Omega.
Eddie tuvo dos esposas, con una de las cuales tuvo una hija. Sus andaduras con la homosexualidad, según su testimonio, comenzaron cuando fue masturbado por un hombre mayor en unos urinarios de Madrid, lo cual lo dejó muy nervioso y con fuertes sentimientos de culpabilidad. Lo contó más tarde a su madre, quien lo dijo a su marido y estos lo mandaron a un psiquiatra. Esta experiencia, así como la vergüenza generada, lo condujo a una espiral de ocultamiento de sus inclinaciones sexuales que seguramente fue la causa que finalmente lo llevó a confiar su sexualidad más íntima solamente con seres puros, los muchachos.
En noviembre de 1984 se denunciaron masivamente los hechos delictivos cometidos. En 1991, los que ya en 1984 eran mayores de edad fueron condenados a diversas penas. Sin embargo, sólo el líder de la secta cumplió la suya, mientras que al resto de condenados les fue aplicada la condición de víctima-verdugo y fueron en su mayoría indultados. Entre los considerados víctimas-verdugo figuran Ignacio de Miguel García-Mas, hijo del sociólogo Amando de Miguel, y Javier Bueno Huertas, los únicos procesados que reconocieron haber alcanzado la graduación de guardia de hierro y tener en la axila izquierda una señal marcada a fuego. Los guardias de hierro constituían "una secta dentro de la secta", según sus antiguos subordinados. "Eran quienes elegían a los menores con los que iban a dormir cuando el grupo alquilaba una casa". Un testigo de excepción en su calidad de exguardia de hierro aseguró que había disputas entre el triunvirato (integrado por Eddie, Carlos de los Ríos e Ignacio de Miguel) "para acostarse con los mismos chicos".
El líder, conocido como Eddie, fue condenado a 168 años de prisión de los que cumplió solamente 6, al beneficiarse de diferentes gracias que tenía el antiguo código penal español. El 3 de septiembre de 1998, al año de salir de prisión, y cuando presuntamente ya había reorganizado la secta en Ibiza, extremo este no probado, fue degollado por un muchacho de 17 años que pertenecía al entorno en el que se movía Eddie.

## En la cultura popular
Edelweiss es una serie documental creada y dirigida en 2021 por Eulogio Romero en la que, además de repasar cronológicamente su historia, algunos de sus integrantes, investigadores o periodistas manifiestan el testimonio de sus vivencias. La serie se aloja en RTVE Play la plataforma de vídeo bajo demanda de la radiodifusora pública RTVE.